# Limburgs Symfonie Orkest
Das Limburgs Symfonie Orkest war ein in Maastricht in den Niederlanden beheimatetes Symphonieorchester.

## Geschichte
Das Orchester wurde 1883 als Maastrichts Stedelijk Okest (MSO) gegründet. Erster Dirigent bis ins Jahr 1916 war der Komponist und Direktor des Maastrichter Konservatoriums Otto Wolf. Das erste Konzert fand am 2. September 1883 im Stadtpark von Maastricht statt. In den 20er Jahren des zwanzigsten Jahrhunderts begann man auch außerhalb von Maastricht Konzerte zu geben. Von 1949 bis 1980 war André Rieu sr. Chefdirigent. Während seiner Leitung wurde 1955 aus dem  städtischen MSO eine selbständige Stiftung, das Limburgs Symfonie Orkest. Allgemein bekannt war das Orchester seitdem unter dem Kürzel LSO. Fast zehn Jahre lang sorgte das LSO für die orchestrale Begleitung der ebenfalls von André Rieu, sen. geleiteten Cappella Aquensis aus Aachen, mit der das LSO zahlreiche Messen und Motetten der alten Meister sowie neuere Kirchenmusik unter anderem in Aachen, Maastricht, Heerlen, Köln und Paris zur Aufführung brachten.
Bekannt ist das LSO auch, weil der Violinist André Rieu jahrelang dort spielte.

## Das Orchester heute
Chefdirigent war von 2001 bis 2012 Ed Spanjaard. Zum Orchester gehörten ca. 80 Musiker. Feste Auftrittsorte sind Maastricht (Theater an het Vrijdhof), Heerlen und Sittard.
Die Vriendenvereniging (Freundevereinigung – Unterstützungsverein) war mit nahezu 4000 Mitgliedern die zweitgrößte in den gesamten Niederlanden nach der des Concertgebouw-Orchester in Amsterdam.
Nach dem Wegfall staatlicher Zuschüsse fusionierte das Orchester im April 2013 mit Het Brabants Orkest; gemeinsam bilden sie die Philharmonie Südniederlande.